# Rostbröstad eremit
Rostbröstad eremit (Glaucis hirsutus) är en fågel i familjen kolibrier.

## Utseende
Rostbröstad eremit är en rätt stor kolibri med roströd undersida och, olikt många andra eremiter, avsaknad av förlängda centrala stjärtpennor. Den långa och nedåtböjda näbben har gul undre näbbhalva. Den rundade stjärten är mestadels rostfärgad vid roten, med ett svart band och små vita spetsar på varje fjäder. 

## Utbredning och systematik
Rostbröstad eremit delas in i två underarter:
- G. h. insularum – förekommer på Grenada samt Trinidad och Tobago
- G. h. hirsutus – förekommer i Panama, västra Colombia, Venezuela, Guyana, Brasilien och norra Bolivia

## Levnadssätt
Rostbröstad eremit förekommer i skogsområden där den håller till i undervegetationen. Den är rätt skygg och ses ofta födosöka vid Heliconia-blommor.

## Status och hot
Arten har ett stort utbredningsområde, men tros minska i antal, dock inte tillräckligt kraftigt för att den ska betraktas som hotad. Internationella naturvårdsunionen IUCN listar arten som livskraftig (LC). Beståndet uppskattas till i storleksordningen fem till 50 miljoner vuxna individer.